# بيلي بالدوين
بيلي بالدوين (بالإنجليزية: Billy Baldwin)‏ هو لاعب كرة قاعدة أمريكي، ولد في 9 يونيو 1951 في تازويل في الولايات المتحدة، وتوفي في 28 يونيو 2011 في هدسن في الولايات المتحدة.

## وصلات خارجية
- بيلي بالدوين على موقعبيزبول رفرنس.كوم (الدوري الرئيسي) (الإنجليزية)
- بيلي بالدوين على موقعبيزبول رفرنس.كوم (الدوري الثانوي) (الإنجليزية)
- بيلي بالدوين على موقع مشجعي الرسوم البيانية (الإنجليزية)